# ᛟ
ᛟ (オサラ、オシラ、英語: othala、英語: othila) はルーン文字の第23字母で、アングロサクソンルーンにおいて /o/ の音価を表す文字である。その名称は"世襲、遺産"を意味する。